# Earl Wild
Earl Wild (Pittsburgh, Pensilvania, 26 de noviembre de 1915 - Palm Springs, California, 23 de enero de 2010) fue un pianista, compositor y director de orquesta estadounidense, especialmente conocido por sus transcripciones de música clásica y jazz.

## Biografía
Nacido en Pittsburgh, Wild fue un niño prodigio. Estudió con Selmar Janson, Simon Barere y Egon Petri, entre otros. Ya en su adolescencia empezó a escribir transcripciones de música romántica y composición.
Se dice que fue el primer pianista en dar un recital en la televisión norteamericana, y también, en calidad de pianista de la NBC, el primero en emitir una actuación en Internet, en 1997.
En 1942, Arturo Toscanini lo invitó a tocar Rhapsody in Blue de Gershwin, que fue un gran éxito. Durante la Segunda Guerra Mundial, Wild sirvió en la Armada de los Estados Unidos como músico, y tras la guerra empezó a trabajar en la nueva American Broadcasting Company (ABC) como pianista, director y compositor hasta 1968. Wild fue conocido por sus clases magistrales por todo el mundo, desde Seúl, Pekín, Tokio hasta los Estados Unidos.
Wild, que fue abiertamente homosexual, vivía en Columbus, Ohio con su pareja, Michael Rolland Davis.